# Commessaggio
Commessaggio (Cumsàs in dialetto casalasco-viadanese) è un comune italiano di 1 040 abitanti della provincia di Mantova in Lombardia. Da giugno 2014, con i comuni di Gazzuolo e San Martino dall'Argine, fa parte dell'Unione dei comuni Lombarda Terre d'Oglio, unione poi sciolta dalle tre amministrazioni nell’anno 2018.

## Geografia fisica
Situato nella "bassa" mantovana, al confine con la provincia di Cremona, il suo territorio è caratterizzato dalla presenza di numerosi canali d'irrigazione, come il Navarolo, che attraversa l'abitato, segna il confine comunale con Sabbioneta e dal quale si dirama il canale Bogina, che delimita a sua volta il confine comunale con Viadana.
La pescosità del canale ha attirato pescatori dalle province limitrofe fino a pochi decenni fa, costituendo per secoli una fondamentale fonte di sussistenza per gli abitanti del borgo.
Per molti secoli il canale fu indicato col nome del paese che attraversava. ‘Canale Commessaggio’ o ‘Scolo Commessaggio’ erano i nomi nei catasti ottocenteschi, anche se la prima fonte risale al 1033, in cui si parlava di un flumen Commessadii.
Le odierne canalizzazioni sono il retaggio della bonifica di un'antica palude, la Regona, alimentata dalle acque di piena del Po e dei suoi affluenti. Un rilevante insediamento palafitticolo riportato alla luce nella vicina località di Ca' de Cessi (frazione del comune di Sabbioneta) testimonia come la Regona fosse abitata almeno dall'Età del bronzo.

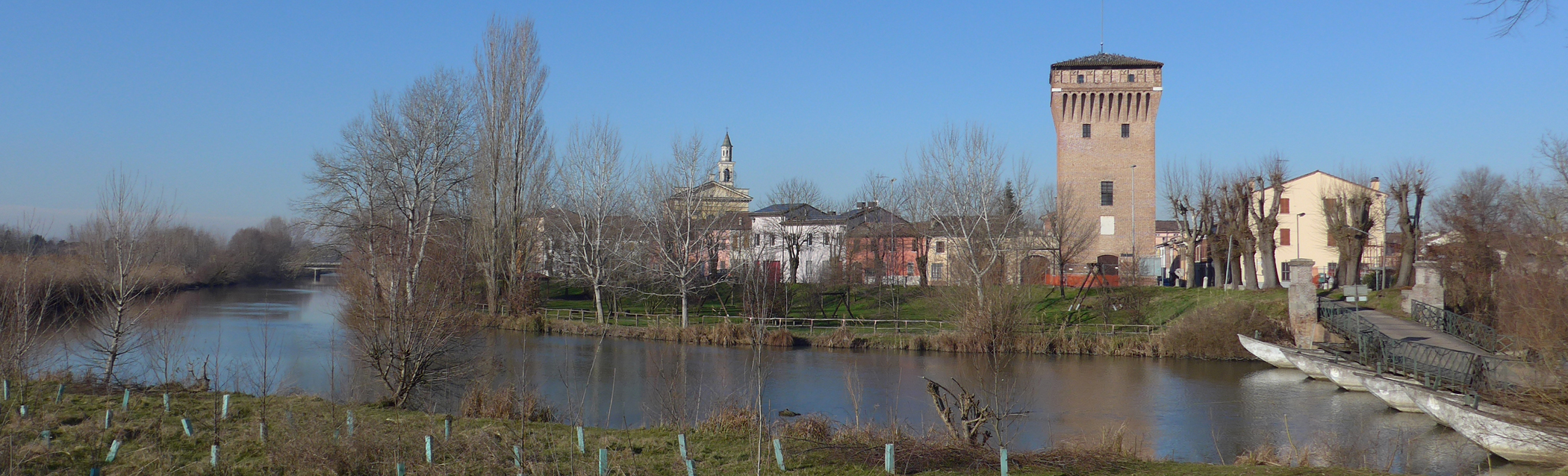
Panoramica

## Origini del nome
Il nome di Commessaggio deriva probabilmente dal latino comes, conte.
Recenti studi spiegano il toponimo ‘Commessaggio’ come derivante da commissum, con aggiunta del suffisso –àticum, nel senso di ‘(luogo) affidato’.

## Storia
Commessaggio fa parte di quel complesso di borghi che costellano le terre tra i fiumi Oglio e Po. Ha vissuto per oltre due secoli la dominazione del ramo cadetto dei Gonzaga, casata a cui si deve la costruzione di eleganti soluzioni urbanistiche e architettoniche.

### Dalla preistoria alle grandi famiglie feudali
Nella zona sono stati rinvenuti resti di palafitte, tombe e utensili riconducibili a un importante terramare dell’età del Bronzo (1300 a.C.).
A queste popolazioni primitive si sostituirono prima gli Etruschi, poi i Galli, quindi i Romani. Dopo le invasioni barbariche il territorio mantovano cadde, dalla metà del VI sec. d.C., sotto la dominazione dei Longobardi.
Il primo riferimento a Commessaggio si trova infatti in un atto dell’anno 759, con il quale Desiderio, ultimo re dei Longobardi, faceva dono al monastero benedettino di Leno (BS) della Chiesa di S. Maria in ripa d’Adda, con annesso beneficio.
Dopo il dominio degli Estensi, dei Malaspina e dei Pallavicini, Commessaggio viene elencato tra i beni del conte Ugo Bosone, il cui figlio, senza eredi, nel 1091 assoggettò, per disposizione testamentaria paterna, la propria contea alla giurisdizione episcopale di Cremona.
Nel 1390 il territorio passò al Libero Comune di Cremona e successivamente tra i possedimenti dei Gonzaga.
Gianfrancesco Gonzaga (1407-1444), investito del titolo di marchese di Mantova dall’imperatore Sigismondo nel 1433, ampliò i confini del proprio dominio, appropriandosi del territorio compreso a occidente e a mezzogiorno rispettivamente dell’Oglio e del Po e a settentrione della via Postumia.
Sotto i Gonzaga, vennero intrapresi lavori di arginatura e di bonifica e si incentivò l’industria della lana, commerciata per via fluviale. I feudi gonzagheschi dell’Oltre Oglio divennero fonte di introiti notevoli, grazie a un’economia in espansione. Essi occuparono inoltre una posizione strategicamente importante controllando i passaggi sull’Oglio e sul Po che confinavano con Cremona (soggetta ai veneziani) e con lo Stato di Milano.
La prima spartizione del marchesato si ebbe in seguito alla morte di Gianfrancesco (1444), da cui si originarono il Principato di Bozzolo e Sabbioneta e il Marchesato di Gazzuolo.
Nel 1565, Vespasiano Gonzaga Colonna, giovane marchese di Sabbioneta, venne in possesso del territorio di Commessaggio con la forza, risolvendo a proprio favore una lite con i cugini di San Martino dall'Argine, legittimi proprietari.
Vespasiano emanò quindi una grida con la quale impediva che fosse venduto o acquistato qualsiasi appezzamento di terreno del territorio di ‘Comessaggio di là’ (ulterioris, cioè al di là del canale che lo separava dal territorio di Sabbioneta), previa licenza concessa da lui medesimo.
In quel periodo il borgo di Commessaggio assunse, con ogni probabilità, la configurazione urbanistica attuale. Fu abbellito di nobili edifici, di un ponte sul canale e di una forte torre (il Torrazzo).
Vespasiano, esperto nell’arte di fortificare grazie alle esperienze accumulate al servizio dell’Impero e soprattutto in Spagna, volle munire di fortificazioni i feudi da poco acquisiti, organizzarli in uno stato e costruirne una degna capitale (Sabbioneta). Gli interventi da lui voluti e realizzati a Commessaggio furono motivati da considerazioni economiche e militari oltre che di decoro urbano.
Vespasiano Gonzaga morì il 27 febbraio 1591 nel ‘Palazzo grande’ di Sabbioneta. Dopo il funerale del Duca, avvenuto il 4 marzo, venne reso pubblico il suo testamento, nel quale nominava erede universale la figlia Isabella, sposa di Luigi Carafa principe di Stigliano.
Dopo qualche giorno Vincenzo I duca di Mantova dichiarò la cugina Isabella giuridicamente incapace di governare, in quanto donna, mentre i cugini di San Martino avanzarono pretese di successione in base a un accordo segreto che avevano controfirmato col duca stesso.
II 6 marzo 1591 venne stilata una convenzione tra Isabella e Luigi, principi di Stigliano e i cugini di Mantova e Bozzolo. Tra le tante clausole, essa prevedeva che il canale Commessaggio dividesse il territorio dell'abitato da Sabbioneta e che l'intero corso d'acqua con le sue peschiere ne fossero parte integrante. Isabella e Luigi si riservarono invece alcuni edifici vespasianei: il palazzo di Bozzolo, la torre Stella di Cividale, la torre di Commessaggio, ‘uno casino apresso il ponte di Comessaggio’ e ‘l'hostaria de Commessaggio’.

### Dal XVII al XX secolo
Anche Commessaggio fu coinvolto dalla violenta epidemia di peste che colpì le terre del mantovano dalla primavera del 1630, in seguito al passaggio delle truppe imperiali nel corso della guerra di successione di Mantova e del Monferrato.
Nel 1709, dopo la Dieta di Ratisbona, l’ex Ducato di Mantova passò in eredità alla Casa d’Austria; i principati di Bozzolo e di Sabbioneta invece vennero assoggettati al Ducato di Guastalla che li governò fino al 1746, anno in cui furono annessi al Regno Lombardo-Veneto. Nel 1859, in seguito alla Seconda Guerra d’Indipendenza, la provincia di Mantova fu divisa in due parti: i distretti orientali rimasero all’Austria fino al 1866, mentre quelli occidentali, tra cui Commessaggio, furono annessi al Regno d’Italia, in quanto provincia di Cremona.
Tra la fine del XVIII secolo e l’inizio del XIX, il tessuto urbano di Commessaggio fu interessato da due interventi di carattere urbanistico degni di nota: la costruzione dell’attuale Chiesa parrocchiale e lo spostamento del cimitero al di fuori del centro abitato.

## Monumenti e luoghi d'interesse

### Torrazzo gonzaghesco
Venne edificato interamente in mattoni dal duca di Sabbioneta Vespasiano Gonzaga nel 1583, come testimonia la lapide posta sulla facciata.

### Chiesa di Sant'Albino
La prima citazione di una cappella a Commessaggio, risalente al 1385, è contenuta nel Liber Synodalium, mentre una seconda menzione si ritrova nelle Rationes Censum et Decimarum del 1404, grazie a cui si conosce che dipendeva dalla pieve di Bozzolo.

### Palazzo comunale
La costruzione del Palazzo Comunale di Commessaggio risulta coeva a quella del Torrazzo e del ponte vespasianei. La conferma arriva dalla lettera, datata 22 novembre 1585, in cui il vicario di Commessaggio informava Vespasiano Gonzaga della dipintura del palazzo della Comunità, ad opera dell’équipe di pittori coordinata dal cremonese Bernardino Campi (responsabile della decorazione di Palazzo Giardino a Sabbioneta fra il 1582 e il 1587).

### Ponte in chiatte
L'attuale ponte in chiatte risale al 1976, anno in cui fu demolito il ponte vespasianeo (1583), ritenuto pericolante e di cui sono rimasti solo i piloni originari. 
Il ponte voluto da Vespasiano rappresentò una fondamentale infrastruttura e un manufatto di alta ingegneria. L’ultima sua testimonianza risale al 1975, con il film di Pasolini Salò o le 120 giornate di Sodoma, che inizia proprio con un inseguimento tra dei soldati fascisti e un gruppo di ragazzi, fornendo una delle più suggestive vedute del nostro paese.

### Oratorio della Beata Vergine di Loreto
La distinzione del paese di Commessaggio in due entità è dovuta al fatto che la più grande di queste fa Comune, mentre la più piccola (detta “inferiore” non per dimensioni, ma rispetto al corso del Navarolo) è frazione del Comune di Sabbioneta. Si tratta di una distinzione dalle radici antiche, quando Commessaggio (“superiore”) apparteneva al principato di Bozzolo mentre Commessaggio inferiore al ducato di Sabbioneta: confine naturale era il corso del Navarolo. Dal punto di vista ecclesiastico, però, non c’è mai stata alcuna distinzione e la parrocchia di S. Albino tuttora qualifica le anime di Commessaggio inferiore semplicemente come residenti “oltre ponte”.
Costruito nel 1721 per conto della Comunità di Oltreponte e col patrocinio del duca di Sabbioneta e Guastalla, Antonio Ferdinando Gonzaga.
Fino agli inizi dell’800, presso questo Oratorio furono eretti alcuni Benefici e Legati di culto, gestiti da un collegio di tre reggenti che servivano per la celebrazione di Messe, per la manutenzione degli stabili, per opere di carità. Con la rendita annuale di un Legato, si procurava la dote a una nubenda sorteggiata tra quelle povere. La custodia dell’Oratorio era affidata a un eremita, un chierico che aveva ricevuto gli ordini minori, residente nella casa attigua.
La facciata si sviluppa su due ordini (tuscanico quello inferiore, ionico quello superiore), caratterizzati da cornicioni, lesene e riquadri entro i quali ben si collocano le forme aggraziate del portale, in basso, e della finestra centinata, in alto. Corona la facciata un timpano triangolare con tre acroteri. Sul campaniletto “a vela” è collocata un’unica campana: una scritta fusa sul bronzo ricorda che a donarla fu il duca Antonio Ferdinando Gonzaga. L’unica navata, semplice e luminosa, è scandita dalla regolarità dei pilastri appaiati, dotati di fini capitelli in stucco.
Ciò che impreziosisce maggiormente l’interno è l’altare con la soprastante ancona della Madonna Nera: un vivace gioco di colori, ottenuto con l’accurato accostamento di vari tipi di marmo, esalta le forme aggraziate offrendoci uno dei migliori frutti del barocco locale. Si tratta di un’opera realizzata nel 1722 da Carlo Giudici, scultore in Cremona. Quattro grandi tele sono disposte alle pareti e nelle cappelle laterali: una, raffigurante S. Girolamo, S. Antonio da Padova e S. Caterina d’Alessandria, è opera firmata dal pittore casalasco Marc’Antonio Ghislina ed è datata 1722; le altre, non firmate, rappresentano La Vergine con S. Teresa d’Avila, S. Andrea d’Avellino e S. Luigi Gonzaga, La Sacra Famiglia con S. Carlo Borromeo, La Beata Vergine del Carmine con i SS.Sebastiano e Rocco.

### Oratorio di Santa Maria Prima

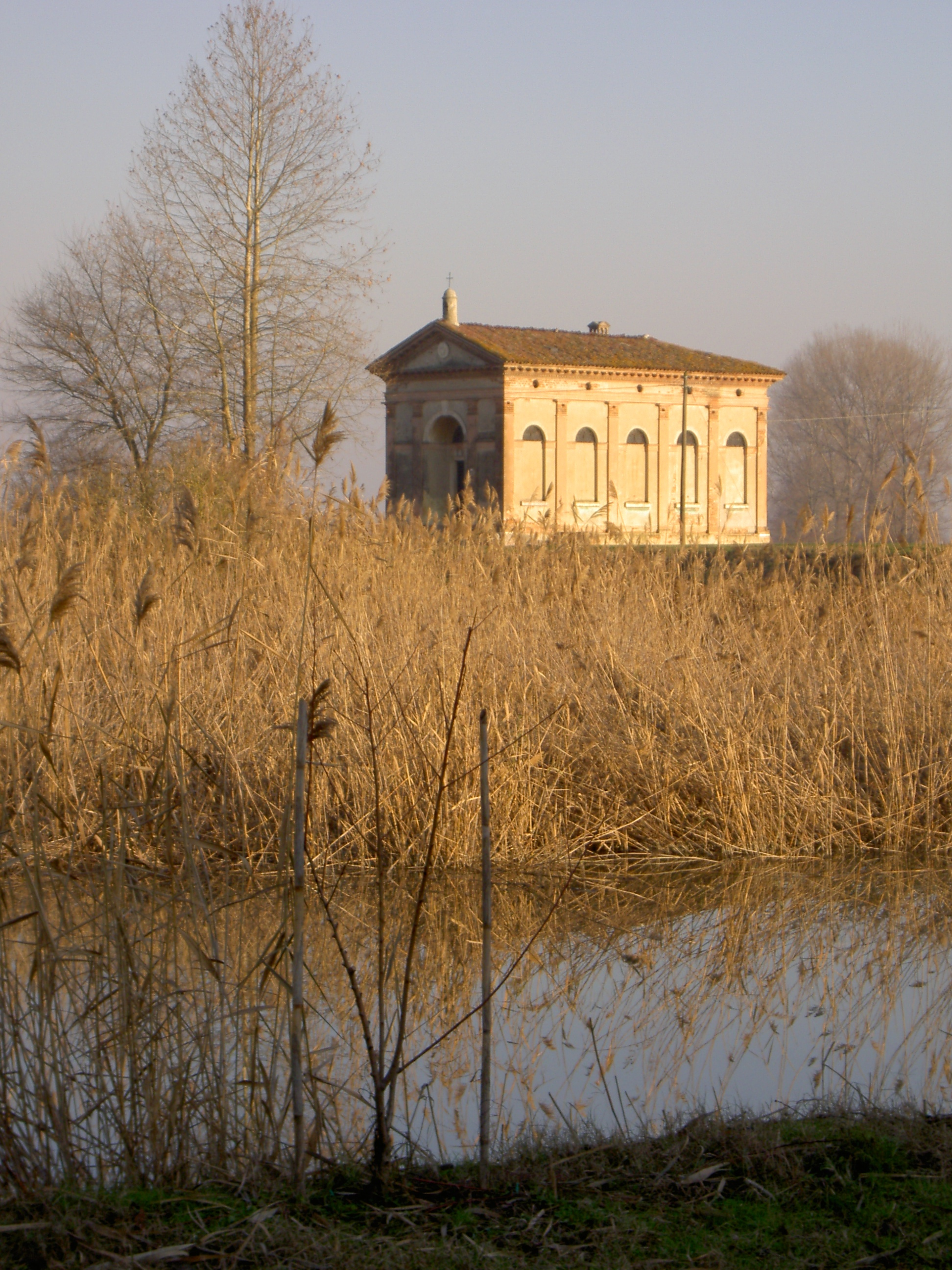
Oratorio di Santa Maria Prima

Nell’anno 1824 i signori Pagliari, nobili e abbienti commessaggesi, commissionarono all’architetto Giuseppe Cantoni di Mantova la costruzione di un oratorio di famiglia. Stabilirono di costruirlo in un loro podere, fuori dell’abitato, lungo l’argine sinistro del “fiume Commessaggio”, non molto lontano dal luogo in cui, alcuni anni prima, era stata demolita la chiesa più antica del paese, che recava l’antichissimo titolo di “Santa Maria in ripa d’Adda”. La nuova chiesetta fu dedicata alla “Beata Vergine delle Grazie”, ma la sua denominazione popolare è di “Santa Maria Prima”.
La costruzione è in stile neoclassico e in essa il Cantoni rivela tutta la sua abilità artistica, maturata attraverso studi approfonditi sull’arte classica. L’interno dell’edificio è diviso in due ambienti: la Chiesa, di forma circolare, e la sala-sagrestia, rettangolare.
Nella Chiesa si distinguono la nicchia centrale dell’altare, le quattro porte laterali, le finestre a mezzaluna e la cupola. Al centro dell’ancona, è racchiuso il simulacro della B.M.V. delle Grazie che sorregge il Cristo Bambino in atto benedicente.
Durante i lavori di restauro e di pulitura dell’edificio emerse evidente lo stato di degrado in cui versava il dipinto, ma sorprese soprattutto il fatto che una pellicola di tempera, ormai annerita, si staccava dalla parete con estrema facilità, lasciando intravedere i colori “freschi e vivaci” di un’immagine più antica. Alcune visibili suture d’intonaco ai lati del dipinto e alcune tracce di salnitro, inspiegabili a quell’altezza e in quei muri sanissimi, convinsero che l’immagine fosse stata portata qui da un altro luogo, incastonata nel muro e ridipinta.
È probabile che questa sia l’unica testimonianza della vecchia chiesetta: un’immagine cara ai fedeli che si preferì salvare dalla distruzione, trasportandola nel nuovo oratorio. Dai Pagliari la proprietà della chiesetta passò a un’altra nobile famiglia commessaggese, quella dei Grandi.
L’ultima discendente, la sig.ra Luigia Pietra Grandi, vedova Locatelli, la lasciò in eredità alla parrocchia di Commessaggio.

## Società

### Evoluzione demografica
Abitanti censiti

## Infrastrutture e trasporti
Commessaggio è attraversata dalla strada statale 420 Sabbionetana, che collega Mantova a Parma.
Il servizio di collegamento con Mantova è costituito da autocorse svolte dall'APAM; in passato, fra il 1886 e il 1933, era attiva una stazione lungo la tranvia Mantova-Viadana.

## Galleria d'immagini

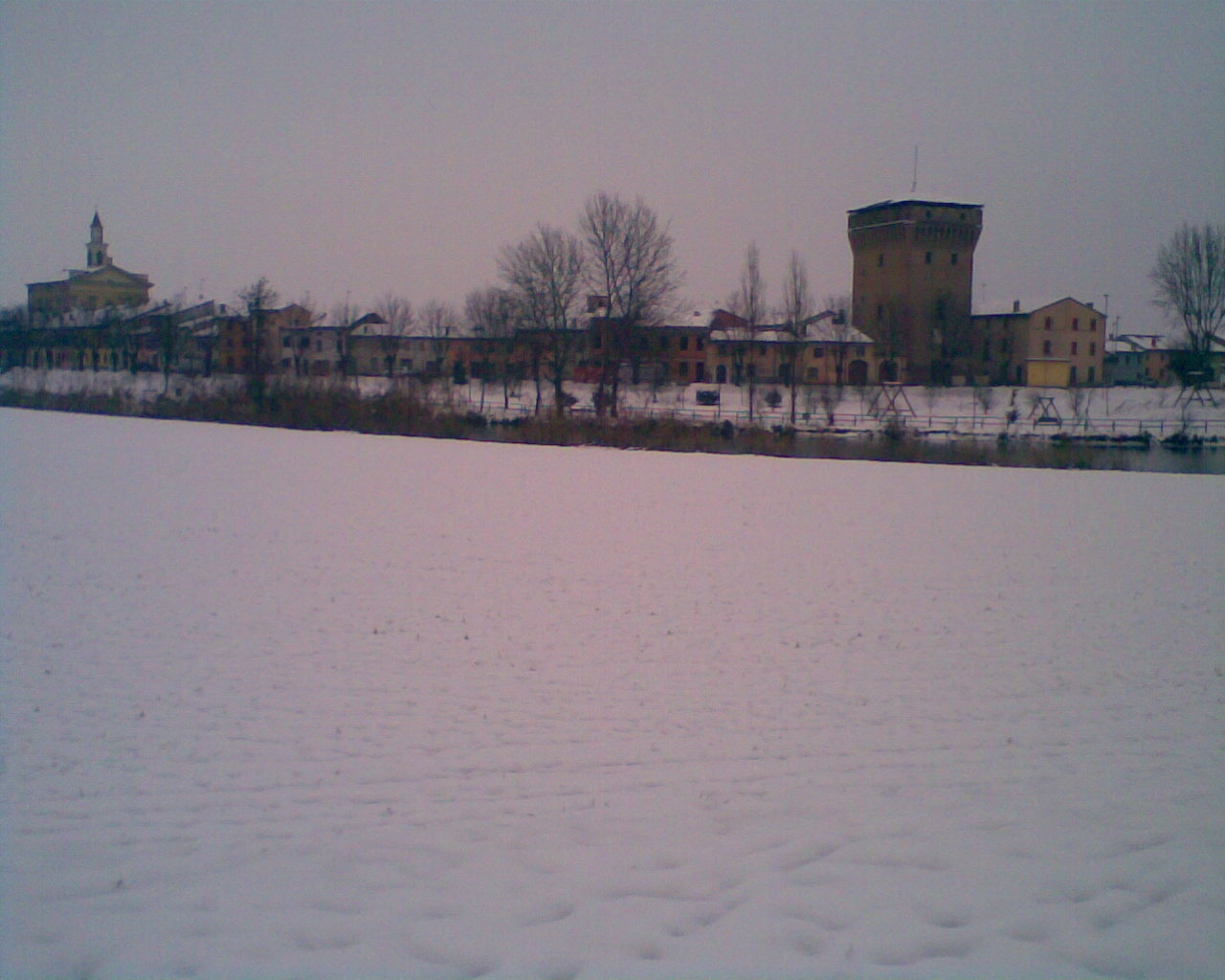
Panoramica innevata di Commessaggio
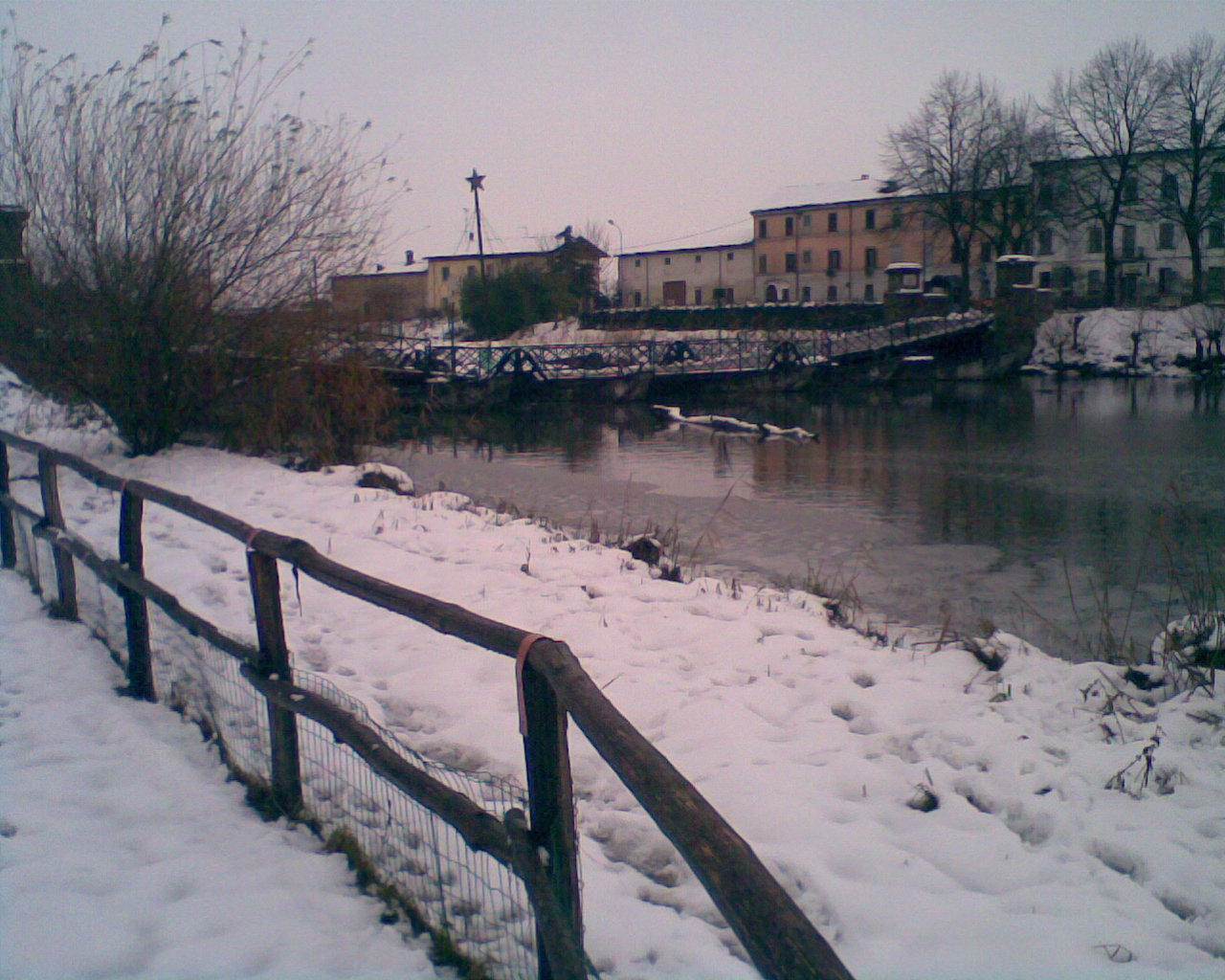
Il ponte di barche
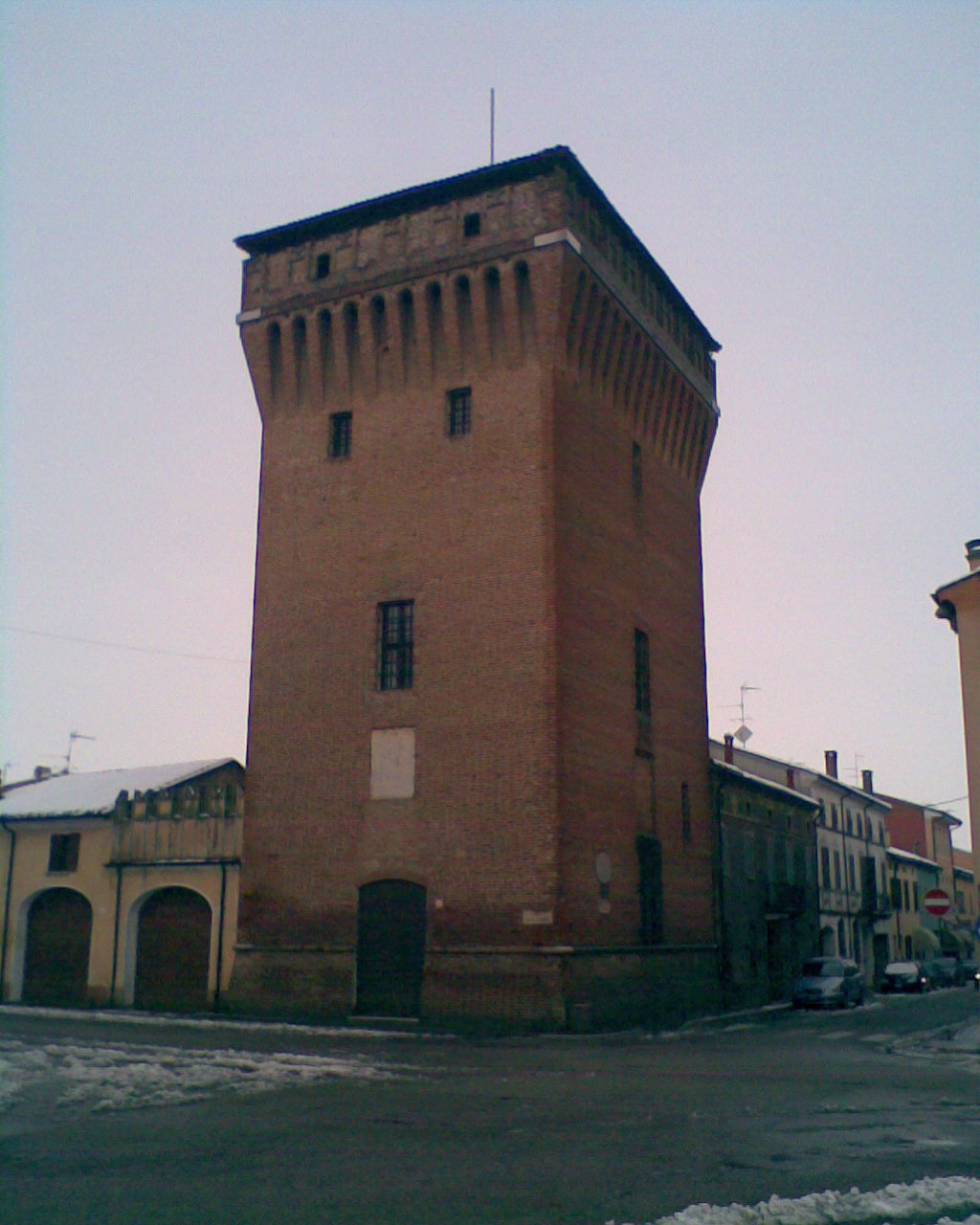
Il Torrazzo
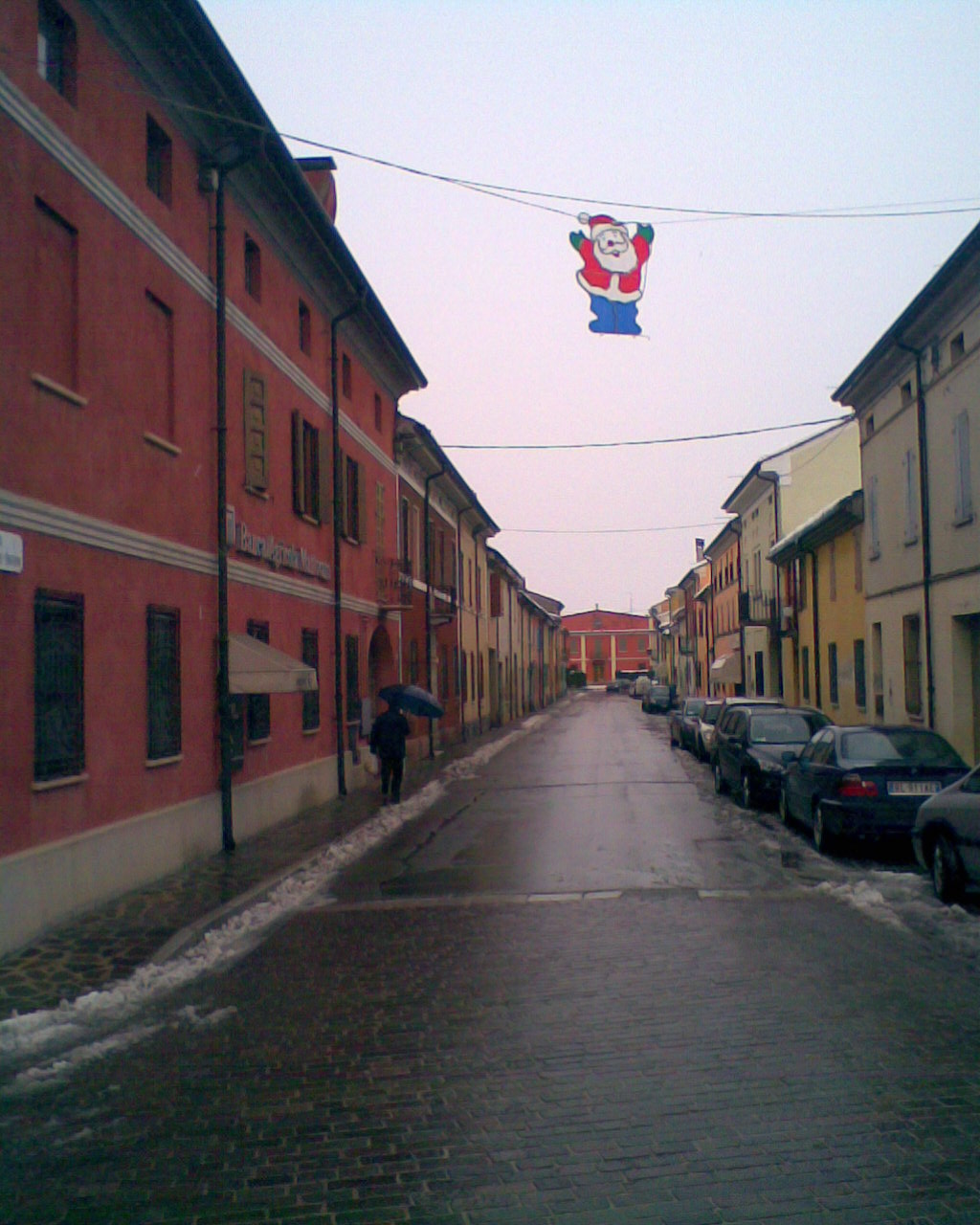
Via Alessandro Borrini
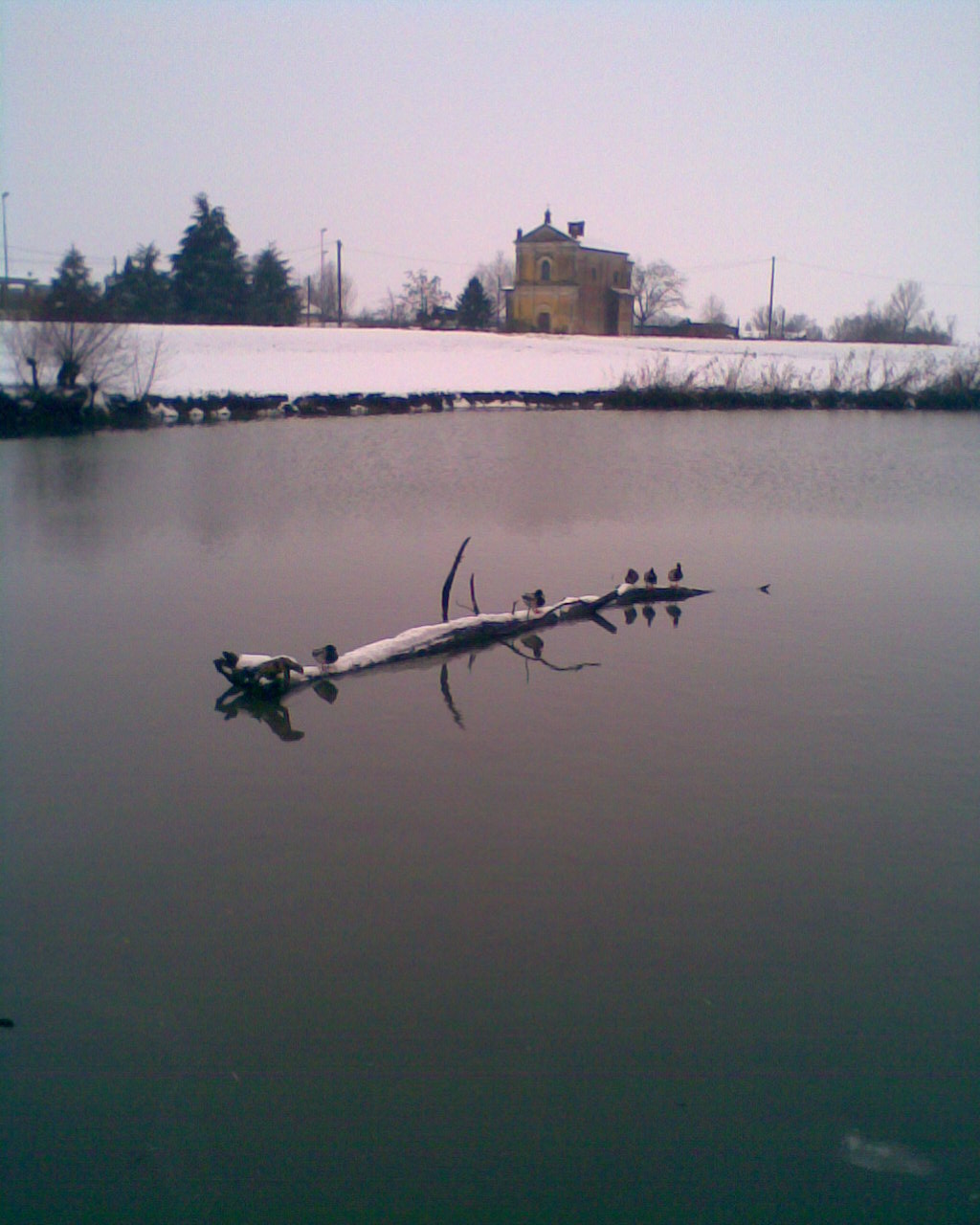
Il Canale Navarolo
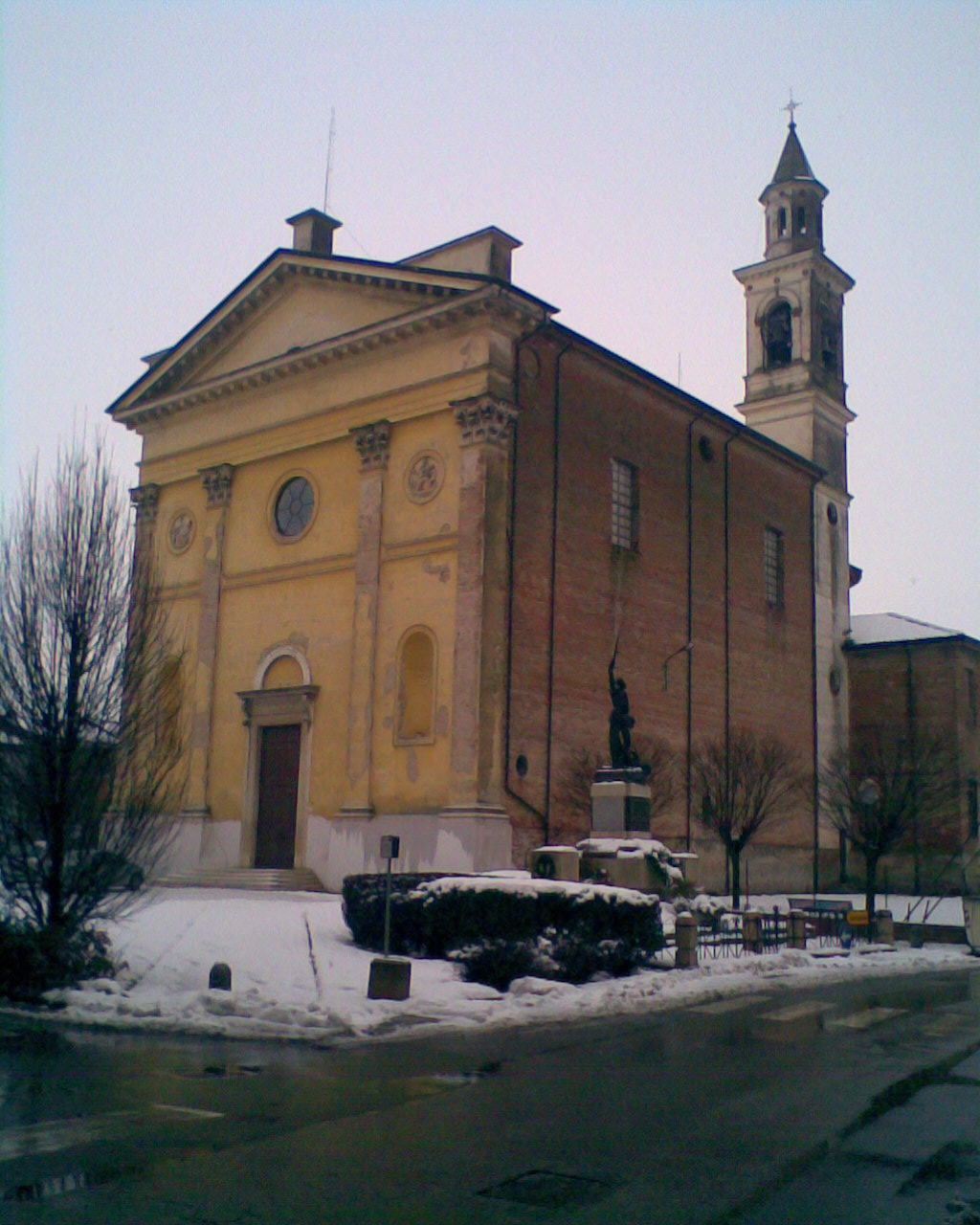
Chiesa di Sant'Albino
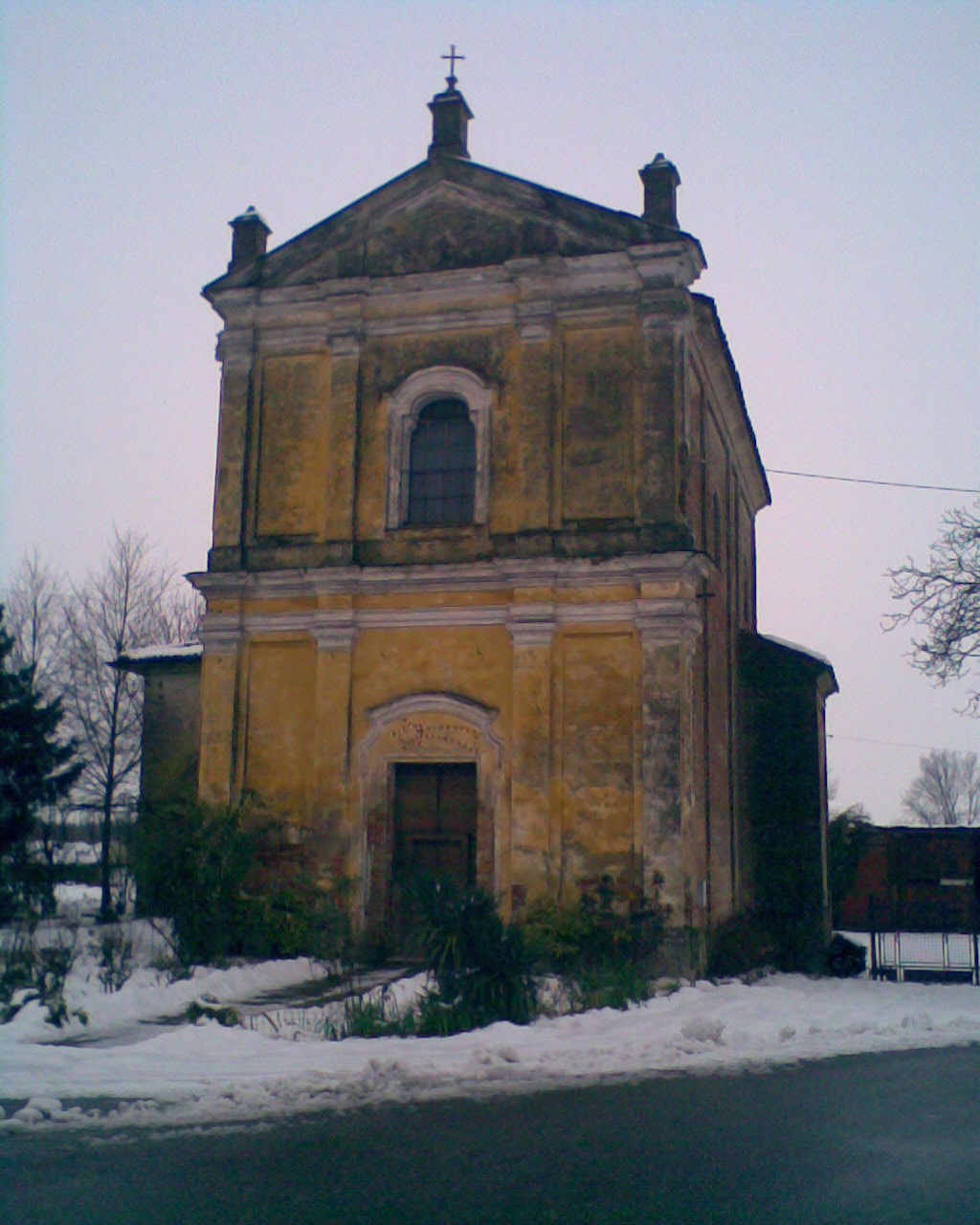
Chiesa oltreponte
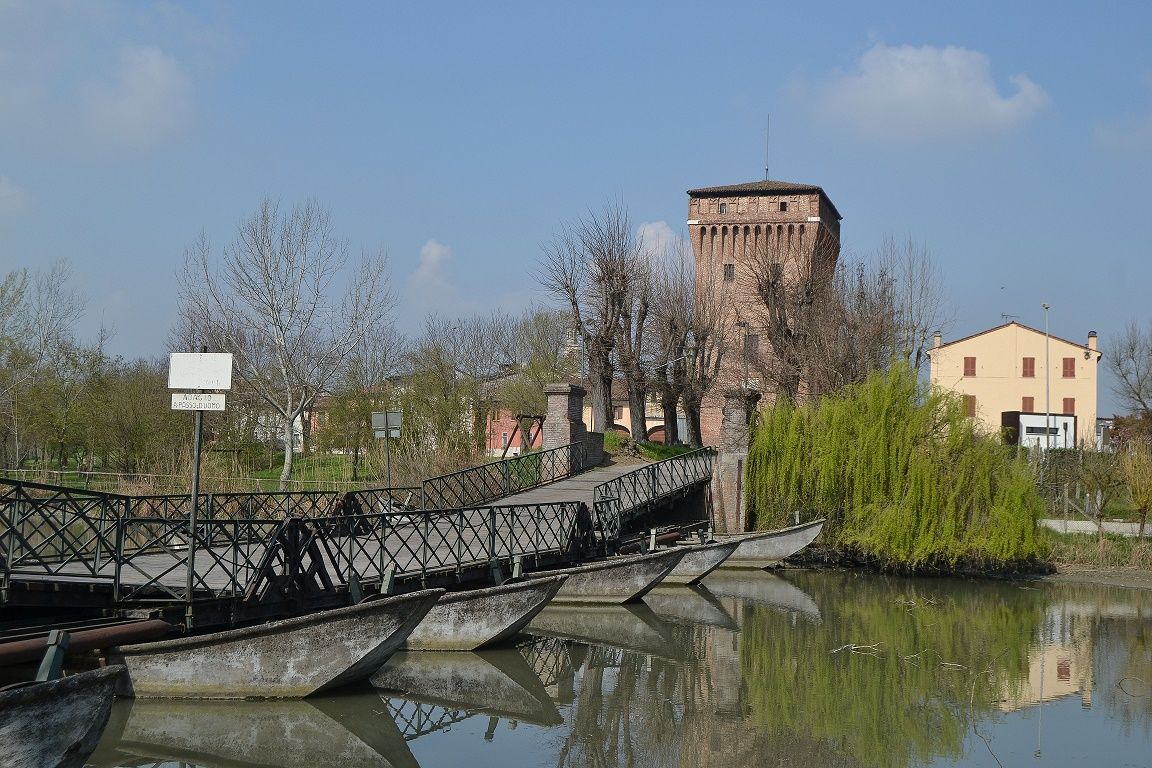
Ponte di barche
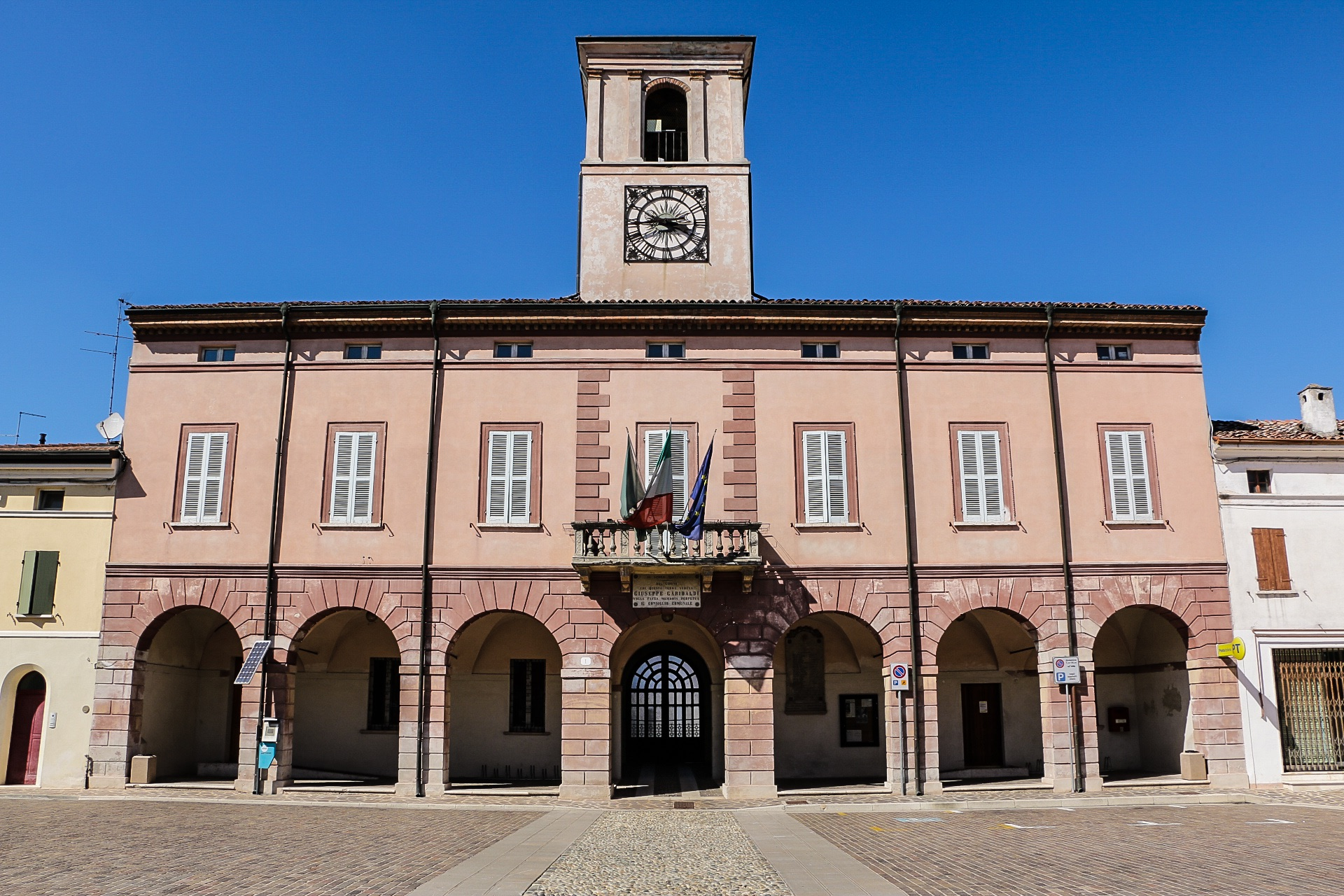
Palazzo Municipale
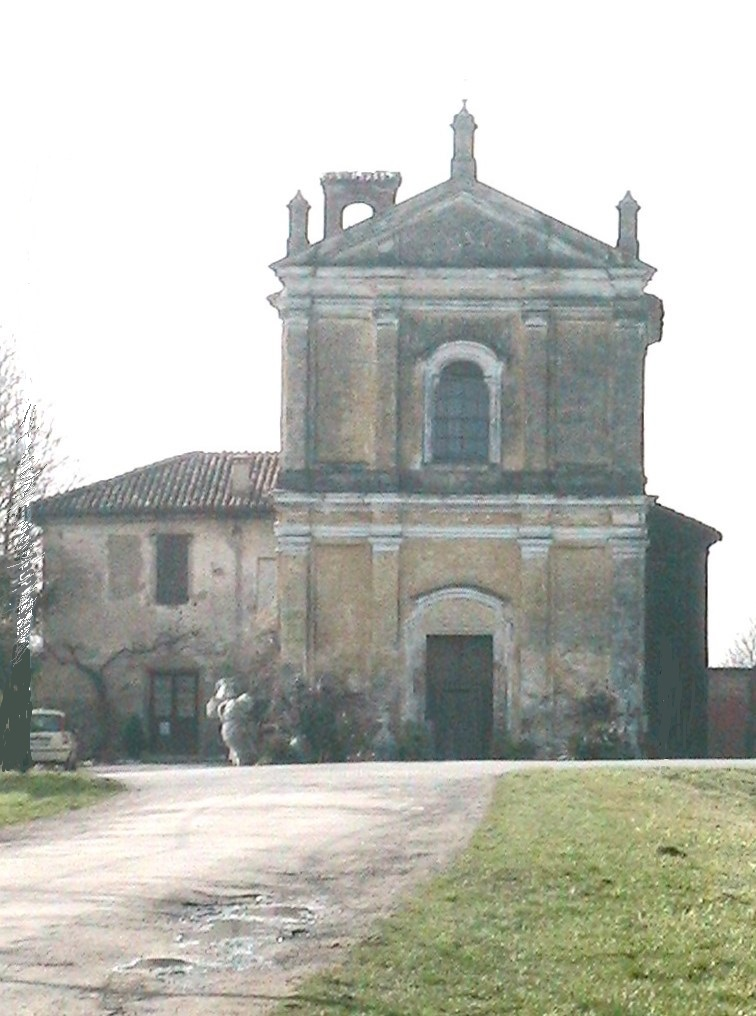
Beata Vergine di Loreto
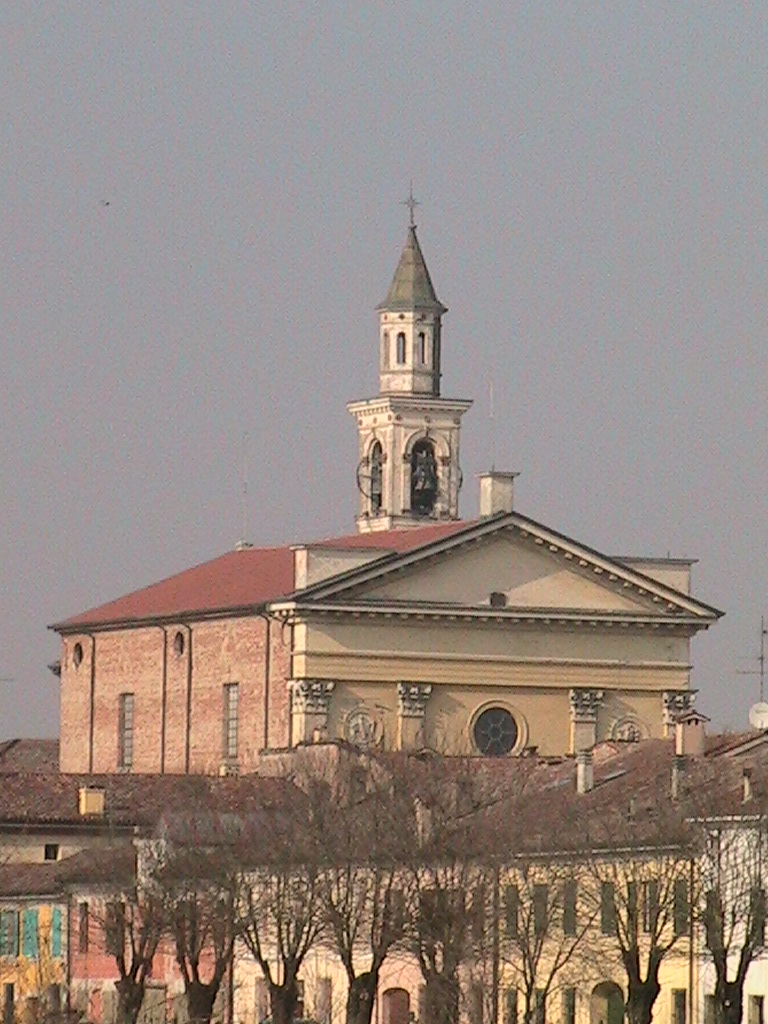
La chiesa parrocchiale